# Прогресу (Келераш)
Прогресу (рум. Progresu) — село у повіті Келераш в Румунії. Входить до складу комуни Сохату.
Село розташоване на відстані 30 км на схід від Бухареста, 71 км на захід від Келераші.

## Населення
За даними перепису населення 2002 року у селі проживали 1464 особи.
Національний склад населення села:
| Національність | Кількість осіб | Відсоток |
| -------------- | -------------- | -------- |
| румуни         | 1457           | 99,5%    |
| цигани         | 7              | 0,5%     |

Рідною мовою назвали:
| Мова      | Кількість осіб | Відсоток |
| --------- | -------------- | -------- |
| румунська | 1457           | 99,5%    |
| циганська | 7              | 0,5%     |